# Zygoballus
Zygoballus is een geslacht van spinnen uit de familie springspinnen (Salticidae).

## Soorten
De volgende soorten zijn bij het geslacht ingedeeld:
- Zygoballus amrishi Makhan, 2005
- Zygoballus aschnae Makhan, 2005
- Zygoballus concolor Bryant, 1940
- Zygoballus electus Chickering, 1946
- Zygoballus gracilipes Crane, 1945
- Zygoballus incertus (Banks, 1929)
- Zygoballus iridescens Banks, 1895
- Zygoballus lineatus (Mello-Leitão, 1944)
- Zygoballus maculatipes Petrunkevitch, 1925
- Zygoballus maculatus F. O. P.-Cambridge, 1901
- Zygoballus melloleitaoi Galiano, 1980
- Zygoballus minutus Peckham & Peckham, 1896
- Zygoballus nervosus (Peckham & Peckham, 1888)
- Zygoballus optatus Chickering, 1946
- Zygoballus remotus Peckham & Peckham, 1896
- Zygoballus rishwani Makhan, 2005
- Zygoballus rufipes Peckham & Peckham, 1885
- Zygoballus sexpunctatus (Hentz, 1845)
- Zygoballus suavis Peckham & Peckham, 1895
- Zygoballus tibialis F. O. P.-Cambridge, 1901